# Arnaldo Carli
Arnaldo Carli, född 30 juli 1901 i Milano, död 14 september 1972 i Corsico, var en italiensk tävlingscyklist.
Carli blev olympisk guldmedaljör i lagförföljelse vid sommarspelen 1920 i Antwerpen.